# Tame me tiger
Tame me tiger is een liedje geschreven door Peter Koelewijn. 
Hij schreef 2:51 durende lied destijds voor een beginnend Bonny St. Claire, die hij net uit The Topsy’s, dat zeemansliedjes zong, had geplukt. Het werd onder arrangement van Harry van Hoof, die ook dirigeerde, rond november 1967 uitgebracht op Omega (catalogusnummer 24.823). Koelewijn trad zelf op als muziekproducent. Het was de rock ‘n’ roll periode van zowel Koelewijn, Van Hoof als St. Claire. De Telegraaf van 25 november 1967 meldde in een promotieverhaaltje, dat volgens collegae (meest muziekbladen) St. Claire destijds “geen katje was om zonder handschoenen aan te pakken” en “getemd moest worden”.   Het liedje deed De Telegraaf denken aan The Troggs. Het nummer werd in Brussel opgenomen, omdat volgens Koelewijn Nederlandse platenlabels geen belangstelling hadden. Koelewijn had grootse plannen en zag een toekomst in Engeland wel zitten, ondanks dat hij de productie al snel vrij matig vond. St. Claire mocht haar liedje zingen in het televisieprogramma Pick-Up. 
Op de B-kant werd It’s still a secret van Bonny zelf geperst. Het plaatje kreeg enige airplay op Radio Veronica, maar bleef op plaats 13 van de tipparade van de Nederlandse Top 40 steken. Het werd wel nog in Duitsland via Ariola gedistribueerd, maar ook daar werd het geen hit. 
De single werd in mei 1968 opgevolgd door I surrender.
In 1973 werd Tame me tiger opnieuw uitgebracht via Pink Elephant (cat: 22721-G).   
Zowel Tame me tiger als I surrender werd meegeperst op compilatiealbum The singles uit 1997. Tame me tiger kwam ook terecht op minstens drie verzamelalbum gewijd aan nederpop uit de jaren zestig zoals From the kitchen to the garage (2000) en Beatmeisjes 1963-1969 (2006).  
Tijdens een optreden in juli 2023 in Paradiso zong St. Claire zowel Tame me tiger als I surrender; het was dan ook een jubileumavond van Amsterdam Beatclub.